# فلورا هيولت
فلورا هيولت (بالإنجليزية: Flora Lamson Hewlett)‏ هي فاعلة خير أمريكية، ولدت في 14 أغسطس 1914 في بيركيلي في الولايات المتحدة، وتوفيت في 9 فبراير 1977 بسبب سرطان.